# Jevrobačennja 2014
La nona edizione di Jevrobačennja (in ucraino Євробачення?, "Eurovisione") è stata organizzata dall'emittente radiotelevisiva ucraina Nacional'na Teleradiokompanija Ukraïny (NTU) per selezionare il rappresentante nazionale all'Eurovision Song Contest 2014 a Copenaghen.
La vincitrice è stata Marija Jaremčuk con Tick Tock.

## Organizzazione
L'emittente ucraina Nacional'na Teleradiokompanija Ukraïny (NTU) ha confermato la partecipazione dell'Ucraina all'Eurovision Song Contest 2014 il 23 ottobre 2013, annunciando l'organizzazione della nona edizione di Jevrobačennja per la scelta del rappresentante nazionale. Lo stesso giorno l'emittente ha dato la possibilità agli aspiranti partecipanti di inviare i propri brani entro il 6 dicembre dello stesso anno. I risultati sono stati decretati da un mix di voto della giuria e televoto.

### Giuria
La giuria è stata composta da:
- Oleksandr Pantelejmonov, direttore generale di NTU
- Vlad Bahins'kyj, produttore musicale per conto di NTU
- Juryj Rybčyns'kyj, poeta
- Jan Tabačnyk, compositore
- Mychajlo Nekrasov, compositore e produttore.

## Partecipanti
Le audizioni si sono tenute il 7 dicembre 2013 presso il Novopechersʹki Lypky di Kiev, dove una giuria composta da Vlad Bahins'kyj, Mychajlo Nekrasov, Jevhen Fešak e Volodymyr Kozlov, ha selezionato i finalisti per la selezione televisiva tra le 56 proposte ricevute.
| Artista            | Titolo                   | Lingua  | Compositori                                                                       |
| ------------------ | ------------------------ | ------- | --------------------------------------------------------------------------------- |
| Anatolij Šparjev   | Waiting for You          | Inglese | Andrij Osadčuk                                                                    |
| Anna Chodorovs'ka  | Esly est' ljubov'        | Ucraino | Ruslan Kvinta, Vitalij Kurovs'kyj                                                 |
| Anna Maria         | 5 Stars Hotel            | Inglese | Eduard Pristupa, Sergej Ozerjans'kyj                                              |
| Denis Ljubymov     | Love                     | Inglese | Denis Ljubymov                                                                    |
| Illarija           | I'm Alive                | Inglese | Kateryna Pryščepa                                                                 |
| Jaŭhen Litvinkovič | Streljanaja ptyca        | Ucraino | Jaŭhen Litvinkovič                                                                |
| Lissa Wassabi      | No Fear                  | Inglese | Jelyzaveta Žychareva                                                              |
| Marietta           | It's My Life             | Inglese | Dmytro Sidorov, Natali Dali                                                       |
| Marija Jaremčuk    | Tick Tock                | Inglese | Marija Jaremčuk                                                                   |
| Natalija Valevs'ka | Love Makes You Beautiful | Inglese | Ylva Persson, Linda Persson                                                       |
| NeAngely           | Courageous               | Inglese | Alexander Bard, Andreas Öhrn, Christian Wahlberg, Per Ljungqvist, Henrik Wikström |
| Roman Polons'kyj   | Wanted Dead or Alive     | Inglese | Roman Polons'kyj, Serhij Dubenko                                                  |
| Šanis              | Moja duša                | Russo   | Elajdža                                                                           |
| Stas Šurins        | Why                      | Inglese | Stas Šurins                                                                       |
| Tanja BerQ         | Believe Me               | Inglese | Borys Taršys                                                                      |
| Tanja Šyrko        | Let Go                   | Inglese | Julija Slobodjan, Jehenij Matjušenko                                              |
| Uli Rud            | Tsvetok                  | Russo   | Miša Klimenko, Ksenija Ševčenko                                                   |
| Viktor Romančenko  | Na kraju propasti        | Russo   | Volodymyr Duševnyj, Viktor Romančenko                                             |
| Viktorija Petryk   | Love Is Lord             | Inglese | Giga Kukhianidze, Ben Kadagidze                                                   |
| Volodymyr Tkačenko | Byt' tam, hde ty         | Ucraino | Volodymyr Tkačenko, Iryna Pyrih                                                   |

## Finale
La finale si è tenuta il 21 dicembre 2013 presso i NTU Studio di Kiev ed è stata trasmessa su Peršyj Nacional'ni.
Marija Jaremčuk è stata proclamata vincitrice triofando sia nel televoto che nel voto della giuria.
| #  | Artista            | Titolo                   | Punteggio | Punteggio | Punteggio | Punteggio | Posizione |
| #  | Artista            | Titolo                   | Giuria    | Televoto  | Televoto  | Totale    | Posizione |
| -- | ------------------ | ------------------------ | --------- | --------- | --------- | --------- | --------- |
| 1  | Anna Maria         | 5 Stars Hotel            | 3         | 136       | 1         | 4         | 16        |
| 2  | Roman Polons'kyj   | Wanted Dead or Alive     | 5         | 73        | 1         | 6         | 12        |
| 3  | Uli Rud            | Tsvetok                  | 1         | 76        | 1         | 2         | 20        |
| 4  | Marietta           | It's My Life             | 4         | 107       | 1         | 5         | 14        |
| 5  | Stas Šurins        | Why                      | 5         | 194       | 4         | 9         | 10        |
| 6  | Anatolij Šparjev   | Waiting for You          | 7         | 124       | 1         | 8         | 11        |
| 7  | Natalija Valevs'ka | Love Makes You Beautiful | 5         | 1 050     | 9         | 14        | 7         |
| 8  | Lissa Wassabi      | No Fear                  | 1         | 170       | 2         | 3         | 19        |
| 9  | Volodymyr Tkačenko | Byt' tam, hde ty         | 11        | 368       | 5         | 16        | 4         |
| 10 | Šanis              | Moja duša                | 9         | 47        | 1         | 10        | 9         |
| 11 | Viktorija Petryk   | Love Is Lord             | 10        | 476       | 7         | 17        | 2         |
| 12 | Jaŭhen Litvinkovič | Streljanaja ptyca        | 2         | 1 090     | 10        | 12        | 8         |
| 13 | NeAngely           | Courageous               | 6         | 800       | 8         | 14        | 6         |
| 14 | Illarija           | I'm Alive                | 8         | 420       | 6         | 14        | 5         |
| 15 | Tanja Šyrko        | Let Go                   | 3         | 171       | 3         | 6         | 13        |
| 16 | Tanja BerQ         | Believe Me               | 3         | 41        | 1         | 4         | 16        |
| 17 | Marija Jaremčuk    | Tick Tock                | 12        | 3 478     | 12        | 24        | 1         |
| 18 | Viktor Romančenko  | Na kraju propasti        | 5         | 1 170     | 11        | 16        | 3         |
| 19 | Anna Chodorovs'ka  | Esly est' ljubov'        | 2         | 99        | 1         | 3         | 18        |
| 20 | Denis Ljubymov     | Love                     | 4         | 120       | 1         | 5         | 14        |